# 清水寺 (いすみ市)
清水寺（きよみずでら）は、千葉県いすみ市岬町鴨根にある天台宗の寺院。山号は音羽山。本尊は千手観世音菩薩であり、坂東三十三観音第32番札所である。通称は清水観音（きよみずかんのん）。
本尊真言：おん ばざら たらま きりく そわか
ご詠歌：濁るとも千尋の底は澄みにけり 清水寺に結ぶ閼伽桶

## 由緒
延暦年間（782年 – 806年）に最澄がこの地を訪れて草庵を結んで十一面観世音菩薩を安置し、807年（大同2年）円仁がこの地を訪れ千手観世音菩薩を刻んで安置したという。

## 伽藍
- 仁王門
- 四天門 – 文政5年（1822年）建立。
- 本堂 – 本尊・千手観世音菩薩を安置。大同2年（807年）坂上田村麻呂が建立したと伝わる。文化14年（1817年）に再建。
- 奥院堂 – 十一面観世音菩薩を安置。文化11年（1814年）仮本堂として建立。
- 鐘楼 など

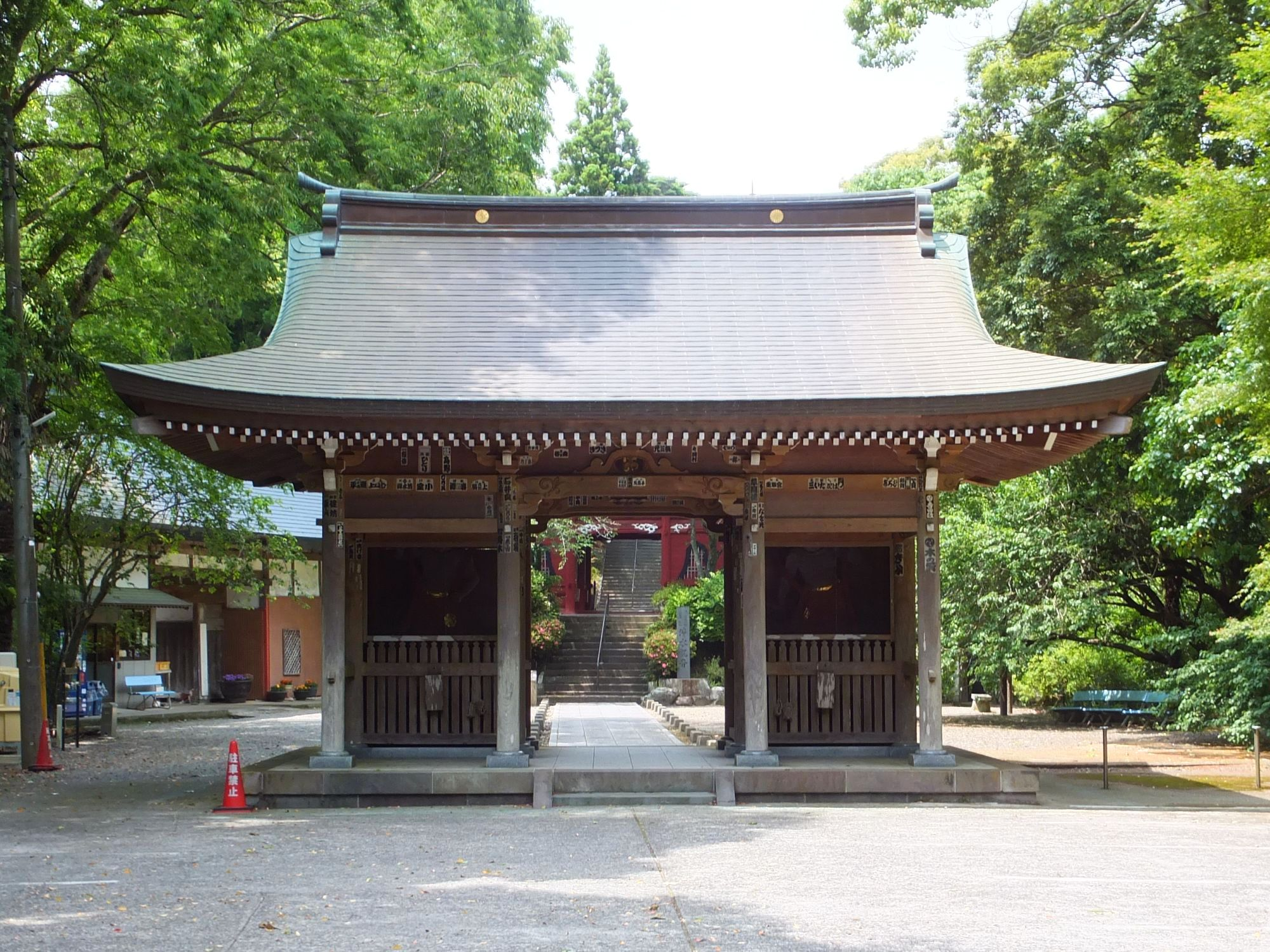
仁王門
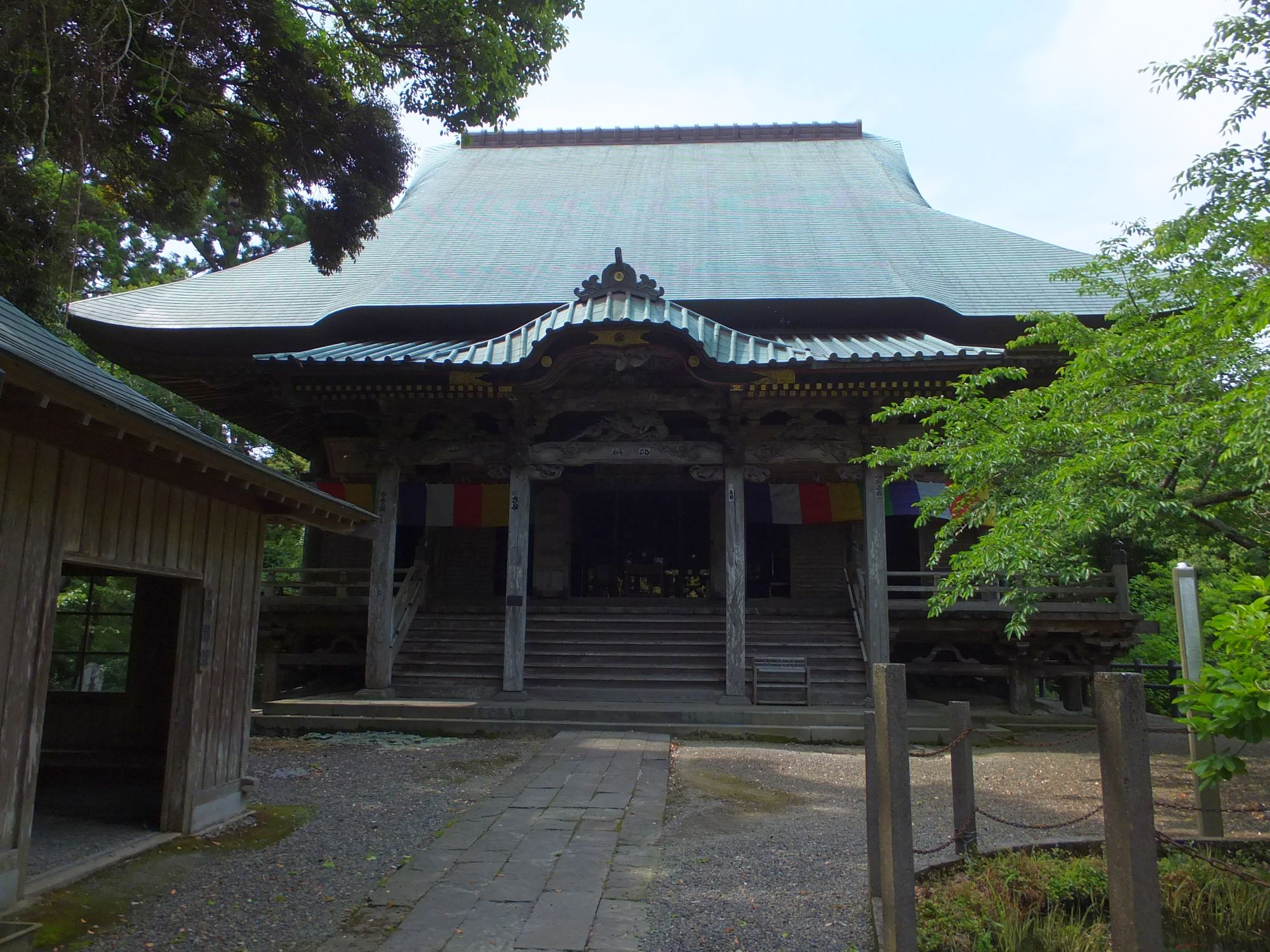
本堂
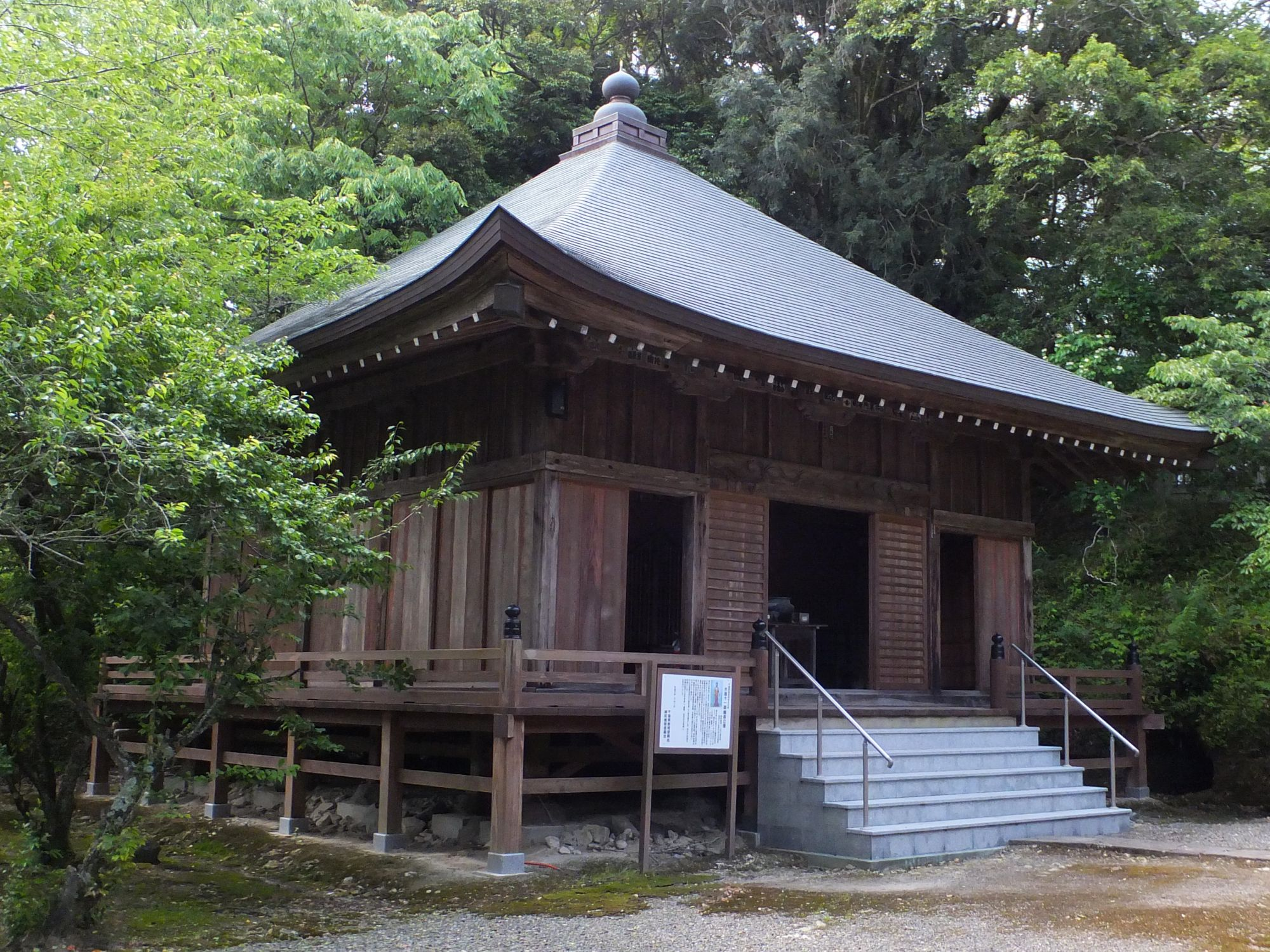
奥院堂

## 文化財
- 木造十一面観音立像（県指定有形文化財）

## 前後の札所
坂東三十三観音
31 笠森寺  – 32 清水寺 –  33 那古寺